# Olympische Winterspiele 2014/Teilnehmer (Tonga)
| Gelbes Symbol für Goldmedaillen mit stilisierten Olympischen Ringen | Graues Symbol für Silbermedaillen mit stilisierten Olympischen Ringen | Braundes Symbol für Bronzemedaillen mit stilisierten Olympischen Ringen |
| ------------------------------------------------------------------- | --------------------------------------------------------------------- | ----------------------------------------------------------------------- |
| —                                                                   | —                                                                     | —                                                                       |

Tonga nahm an den Olympischen Winterspielen 2014 in Sotschi mit einem Sportler im Rodeln teil. Es war die erste Teilnahme für den Pazifikstaat an Olympischen Winterspielen.

## Teilnehmer nach Sportarten

### Rodeln
| Athlet       | Wettbewerb | Lauf 1   | Lauf 1 | Lauf 2   | Lauf 2 | Lauf 3   | Lauf 3 | Lauf 4   | Lauf 4 | Gesamt       | Gesamt |
| Athlet       | Wettbewerb | Zeit     | Rang   | Zeit     | Rang   | Zeit     | Rang   | Zeit     | Rang   | Zeit         | Rang   |
| ------------ | ---------- | -------- | ------ | -------- | ------ | -------- | ------ | -------- | ------ | ------------ | ------ |
| Männer       |            |          |        |          |        |          |        |          |        |              |        |
| Bruno Banani | Einsitzer  | 53,656 s | 34     | 53,637 s | 31     | 53,162 s | 30     | 53,221 s | 33     | 3:33,676 min | 32     |